# 알파 로메오 카라보
알파 로메오 카라보(Alfa Romeo Carabo)는 1968년 10월 파리 모터쇼에서 처음 선보인 알파 로메오의 컨셉트 카이다. 베르토네 디자인 스튜디오의 자동차 디자이너 마르첼로 간디니가 디자인했다. 카라보(Carabo)라는 이름은 녹색딱정벌레(Carabus auratus)에서 유래되었으며 색상 역시 이 딱정벌레의 색상을 본떠 진주빛의 녹색과 주황색으로 칠해졌다.
카라보는 베르토네가 단 10주 만에 제작했으며 유리 섬유 차체를 특징으로 한다. 이 차는 원래 상업적 생산을 목적으로 제작된 것이 아니었으나 자동차로서 완벽한 기능을 갖고 있었다. 또한 딱정벌레의 겉날개를 연상시키는 시저 도어와 같은 독특한 특징을 보였으며, 시저 도어가 적용된 최초의 차량으로 알려져 있다. 카라보는 간디니가 처음으로 디자인한 "쐐기" 모양의 디자인 중 하나였으며, 간디니는 후에 이와 유사한 쐐기 모양의 란치아 스트라토스 제로와 람보르기니 쿤타치를 디자인하게 된다. 이렇듯 카라보는 1970년대 쐐기 모양 슈퍼카와 컨셉트카의 트렌드를 설정하는 데 많은 영향을 주었다.
카라보의 프로토타입은 알파 로메오 33 스트라달레(섀시 번호 750.33.109)의 섀시를 기반으로 제작되었으며, 2.0L V8 엔진이 중앙에 장착되어 6단 콜로티 수동 변속기가 장착되었다. 카라보 엔진은 8,800 rpm에서 230 bhp(172 kW; 233 PS)의 토크를, 7,000 rpm에서 200 N ⋅m(148 lbf ⋅ft)의 토크를 냈다. 이를 통해 최대 시속 250km(155마일)까지 도달할 수 있었다.

## 갤러리

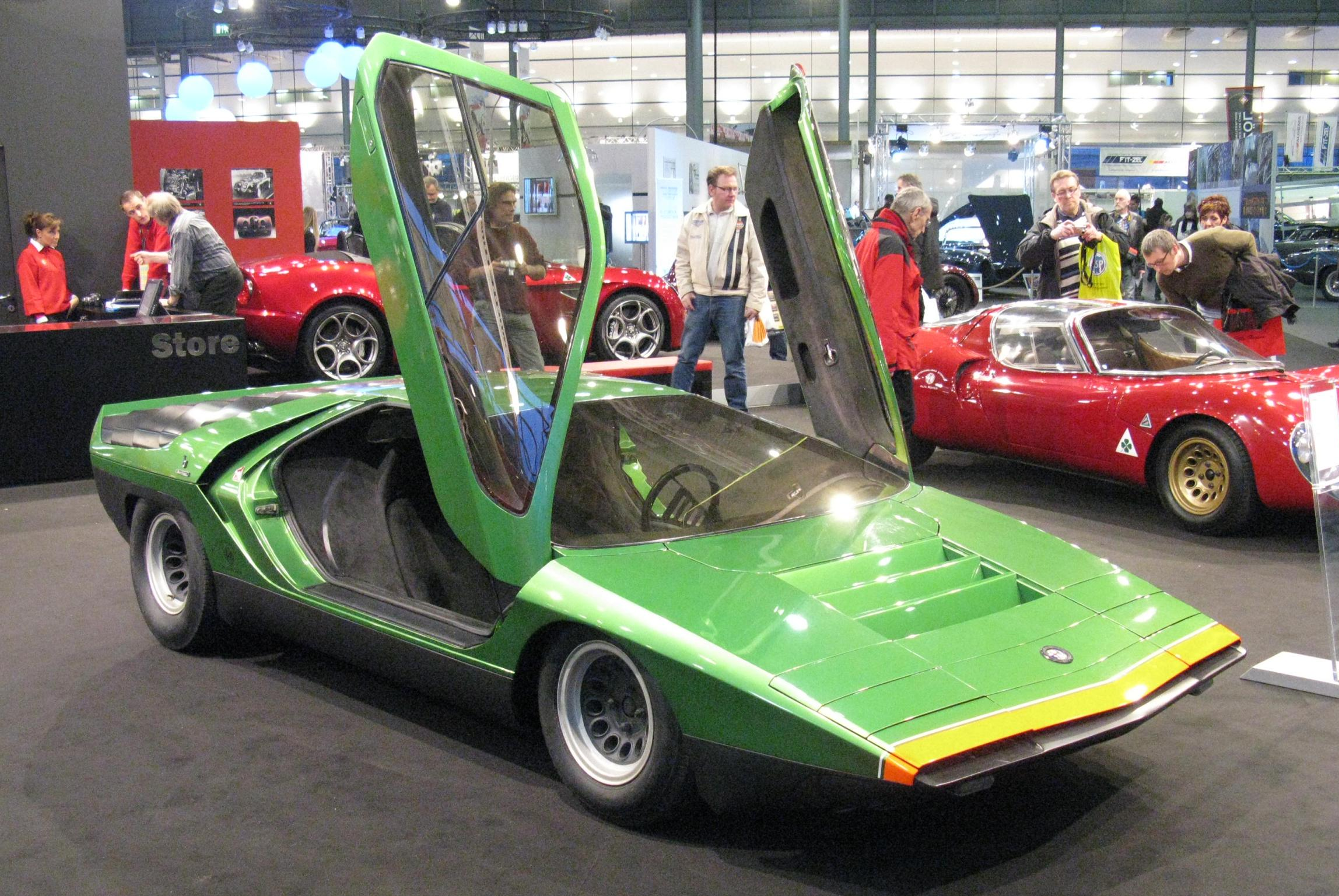
시저 도어로 문이 열리는 카라보
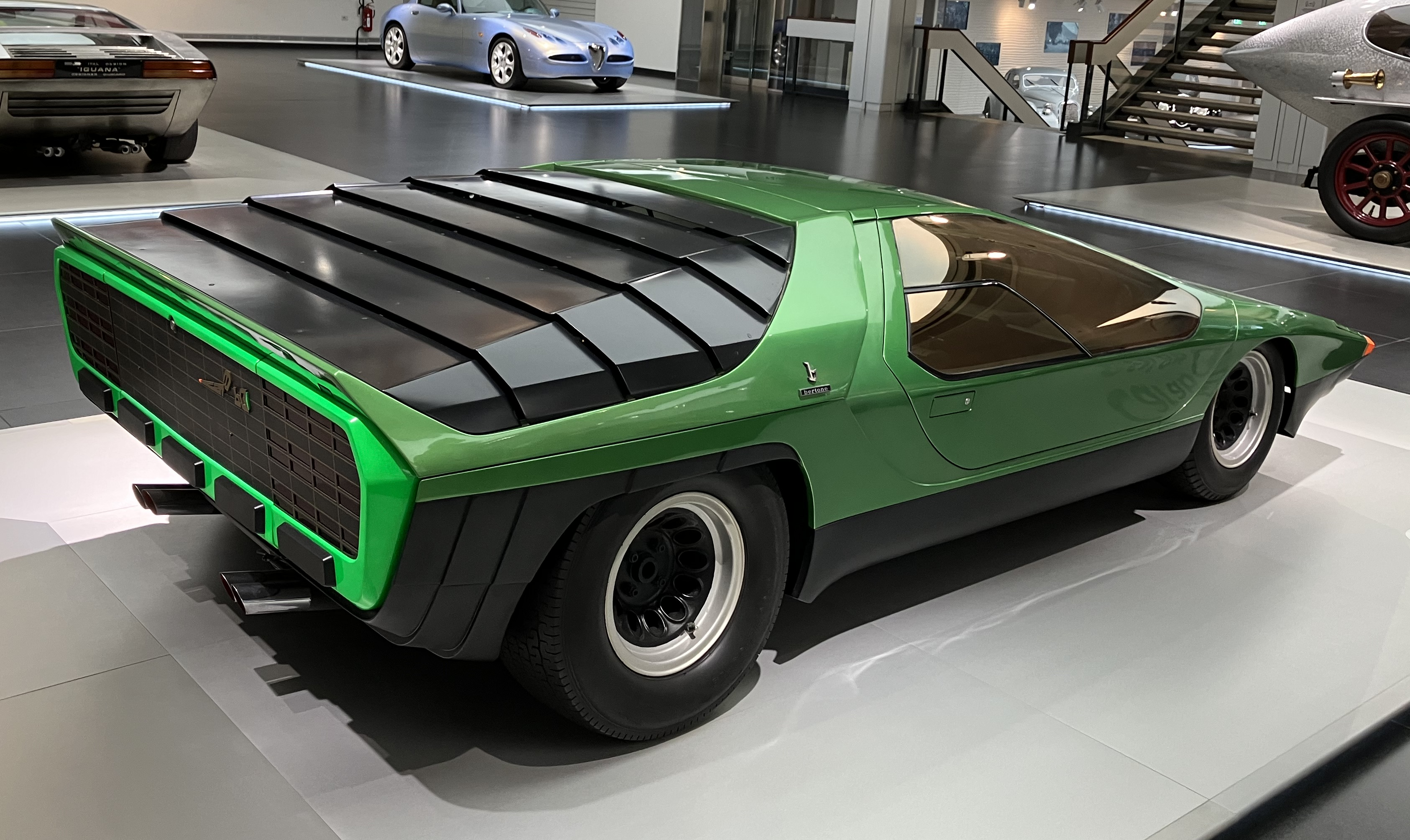
알파 로메오 박물관에 전시된 카라보의 후측면 모습
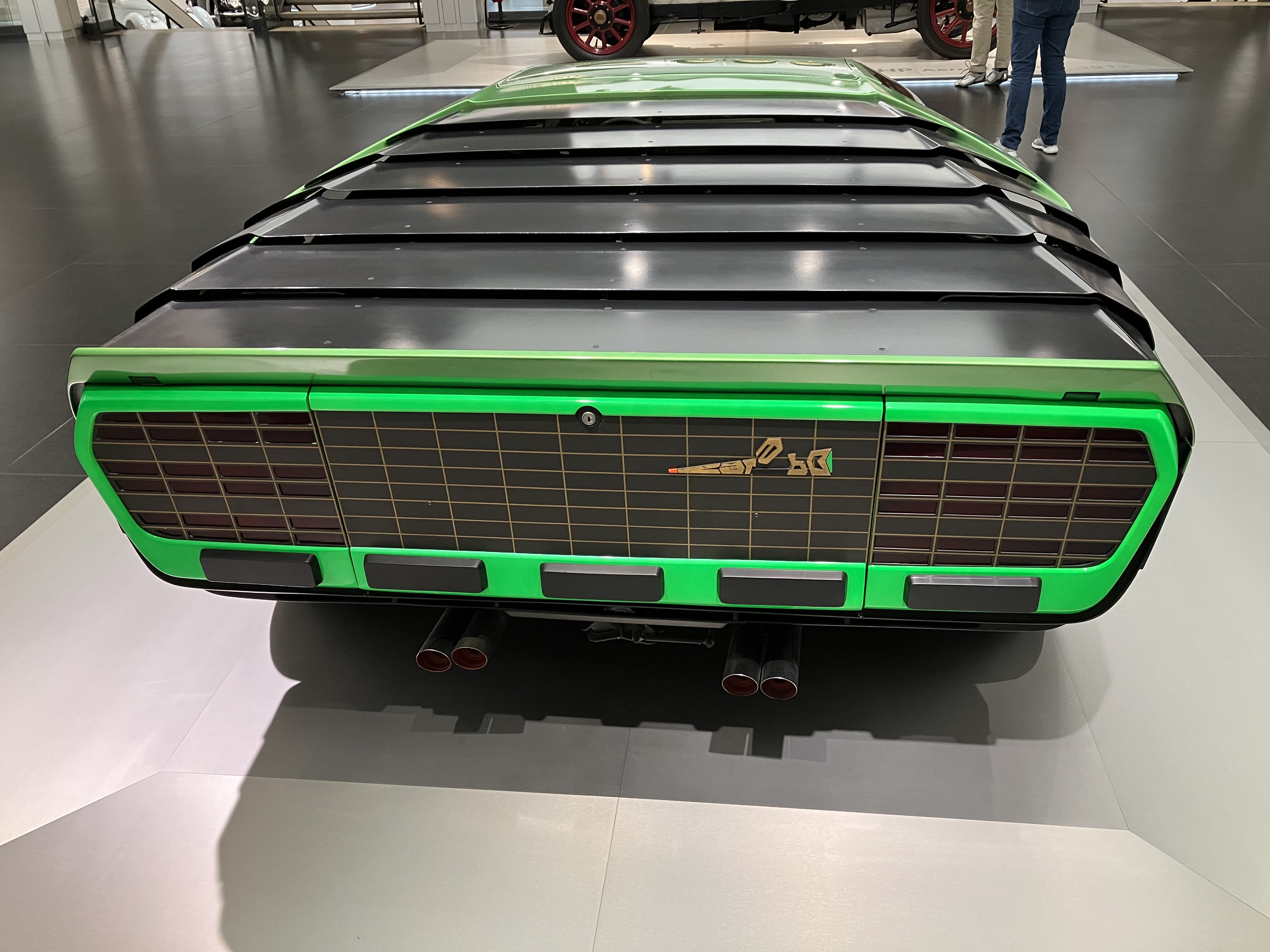
카라보의 후면 모습, 후면에는 카라보의 쐐기 형태를 띤 카라보의 로고가 들어가 있으며 'carabo'의 'a'가 시저 도어를 연상시키듯 비스듬히 들어가 있다.
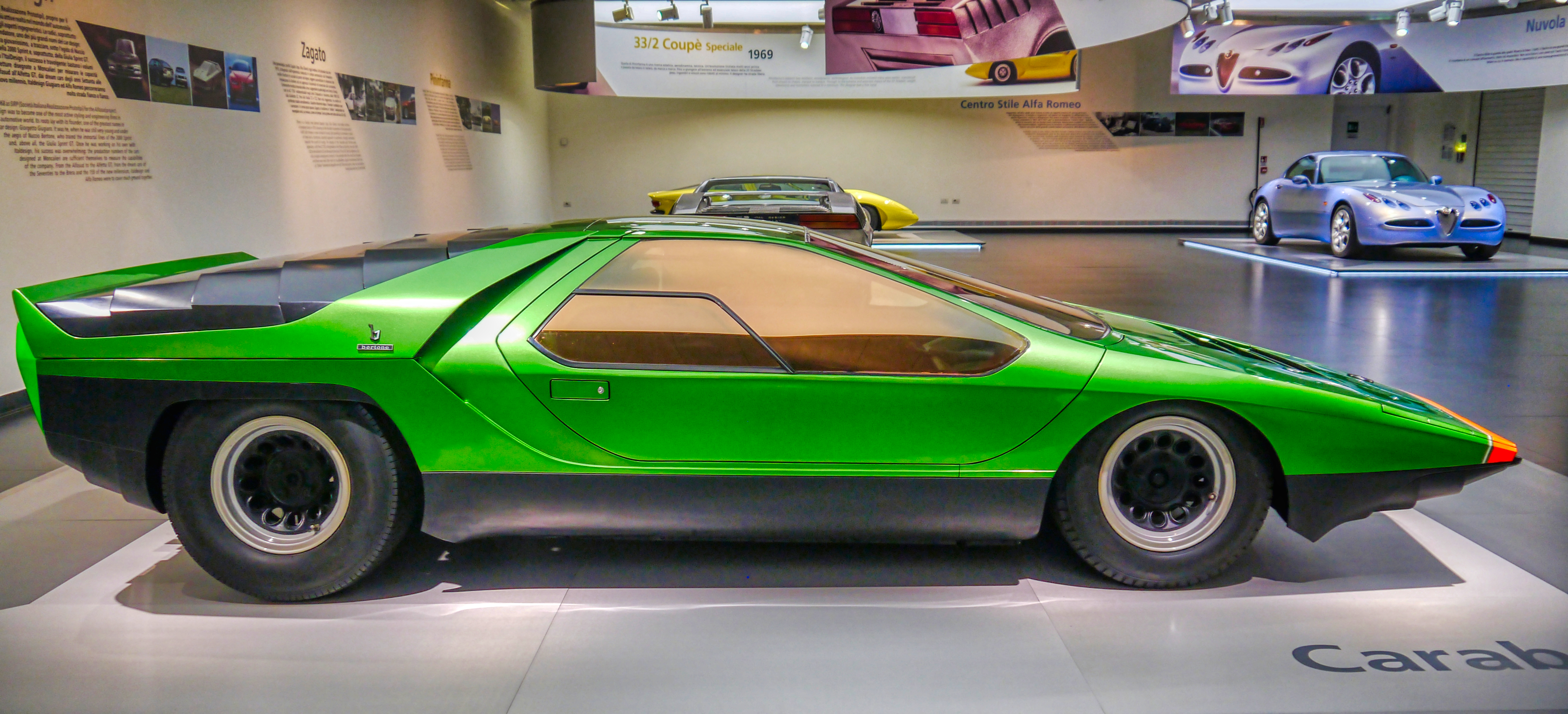
알파 로메오 박물관에 전시된 카라보의 측면 모습, 후측면에 베르토네의 로고가 들어가 있다.
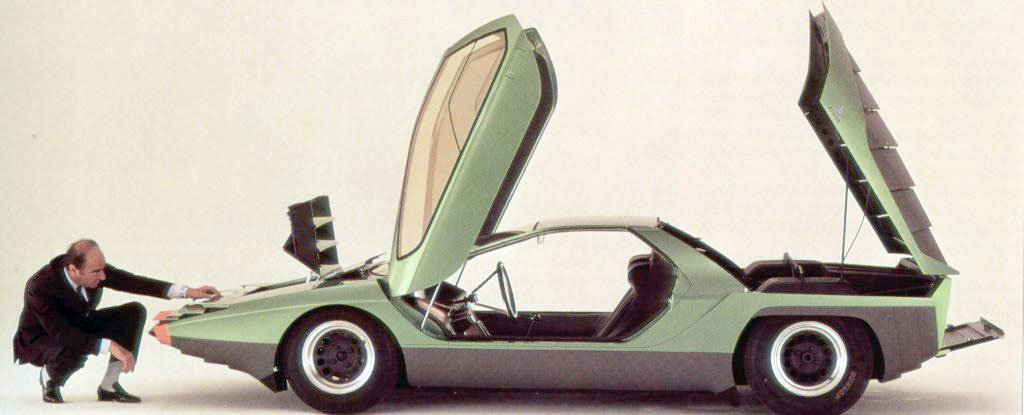
카라보와 누치오 베르토네